# Copacabana (canção)
"Copacabana", também conhecida como "Copacabana (At the Copa)", é uma canção gravada pelo cantor norte-americano Barry Manilow. Escrita por Manilow, Jack Feldman e Bruce Sussman, a canção foi lançada em 1978 como o terceiro e último single do quinto álbum de estúdio de Manilow, Even Now (1978).

## Antecedentes
A canção foi inspirada por uma conversa entre Manilow e Sussman ocorrida no Hotel Copacabana, Rio de Janeiro, quando eles discutiram se alguém já havia criado uma canção chamada "Copacabana". Após retornar aos EUA, Manilow - que na década de 1960 era um visitante regular da boate Copacabana em Nova York - sugeriu que Sussman e Feldman escrevessem para o cantor a letra de uma canção que contasse uma historia. Eles a fizeram, e Manilow forneceu a música.
A letra da canção, porém, não se refere à praia de Copacabana, mas sim se a uma boate ou um bar chamado Copacabana, boate ou bar este a que a letra faz referência como "o lugar mais quente ao norte de Havana" ("the hottest spot North of Havana"). Como Havana já fica no extremo norte de Cuba, pode-se presumir que o Copacabana fica nos Estados Unidos, e talvez seja a própria boate frequentada por Mannilow em Nova York. O enredo, cuja trama supostamente acontece nos anos 40, envolve as personagens Lola, uma dançarina do Copacabana, e seu namorado Tony, um barman no clube. Uma noite, um mafioso chamado Rico se interessa por Lola, mas ele exagera a mão enquanto tenta seduzi-la e é atacado por Tony. A briga resultante acaba em um tiro disparado; inicialmente não fica claro "quem atirou em quem", mas logo percebe-se que Tony morreu. Trinta anos depois, o clube foi transformado em uma discoteca, mas Lola, bêbada e enlouquecida pela perda de Tony, ainda passa as noites no Copacabana vestida com seu glamouroso traje de dançarina.

## Na cultura popular
No episódio de Friends, no episódio vinte e quatro da segunda temporada intitulado de "Aquele com o Casamento de Barry e Mindy", Rachel Green sobe no palco do casamento e canta Copacabana acompanhada por Ross Geller. 